# Mersey Beat

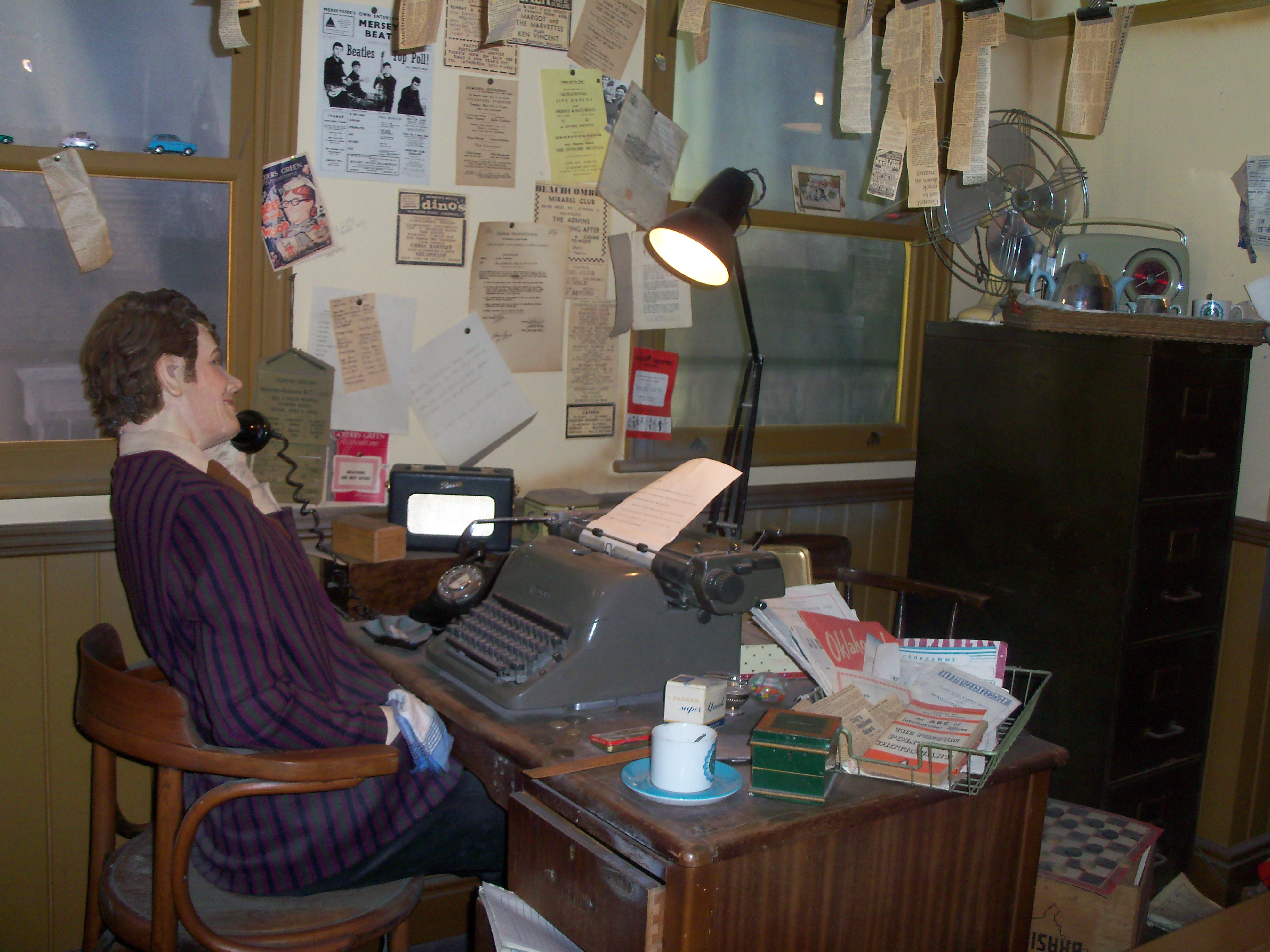
Recriação do escritório da revista Mersey Beat

Mersey Beat foi um jornal musical de Liverpool, Inglaterra do início dos anos 1960. Foi fundado por Bill Harry, um dos colegas de classe de John Lennon no Liverpool Art College. O jornal noticiava sobre todas as bandas da cena de Liverpool e estrelas que iam para a cidade apresentar-se.
Os Beatles tinham uma associação próxima com a Mersey Beat, que publicava muitas histórias exclusivas e fotos deles. Também publicou vários dos primeiros escritos de Lennon, incluindo uma história da banda, e ocasionalmente anúncios classificados cômicos feitos por ele para preencher o espaço.

## Primórdios
Um colega, John Ashcroft, apresentou Harry aos discos de rock 'n' roll e aos membros de Rory Storm and the Hurricanes e Cass & The Cassanovas. Harry carregava cadernos com ele, coletando informações sobre os grupos locais, uma vez escrevendo para o The Daily Mail: "Liverpool é como Nova Orleans na virada do século, mas com rock 'n' roll ao invés de jazz". Ele também escreveu para o The Liverpool Echo sobre a emergente cena musical de Liverpool, mas nenhum dos jornais se interessou por histórias sobre música popular entre adolescentes. Os classificados do Liverpool Echo para grupos locais estavam sempre sob o título de Jazz, mas o jornal se recusou a mudar essa política, apesar dos pedidos dos promotores e grupos que realmente pagavam por eles. Harry planejava produzir um jornal de jazz chamado Storyville/52nd Street e contatou Sam Leach, dono de um clube chamado Storyville. Leach prometeu financiar o jornal, mas não compareceu a três reuniões com Harry, não lhe deixando outra opção a não ser encontrar outro investidor. Harry pensou que começar um jornal quinzenal cobrindo a cena musical de rock'n'roll de Liverpool seria mais bem-sucedido, e seria diferente dos jornais nacionais de música como o New Musical Express e o Melody Maker, que só escreviam artigos sobre artistas do momento e sucessos das paradas.